# Úbyj
Úbyj (del ruso: Убых) es un jútor del ókrug urbano ciudad de Novorosíisk, en el krai de Krasnodar de Rusia. Está situado en la orilla izquierda del río Tsemés, 15 km al noroeste del centro de Novorosíisk y 109 km al suroeste de Krasnodar, la capital del krai. Tenía 128 habitantes en 2010
Pertenece al distrito Primorski del ókrug urbano de Novorosíisk.

## Transporte
La carretera federal M25 pasa al este de la localidad.